# Rolleston (Queensland)
Rolleston ist eine kleine Stadt, die 71 Kilometer südöstlich von Springsure und 694 Kilometer von Brisbane entfernt ist. Sie liegt am Comet River im zentralen Queensland in Australien. Die kleine Ortschaft befindet sich an der Kreuzung von Carnarvon, Gregory und Dawson Highway. Der Ort in der Verwaltungseinheit Central Highlands Region zählte im Jahr 2021 etwa 130 Einwohner.

## Geschichte
Ursprünglich lebten die Aborigines der Karinbal in dem Gebiet. Vor Beginn der europäischen Besiedlung im Jahr 1860 waren es 500 Aborigines, 1879 nur noch 200. Die ersten Begegnungen zwischen den Weißen und den Aborigines verliefen noch friedlich, aber die Verdrängung der Aborigines durch die europäischen Siedler führte zu gewaltsamen Auseinandersetzungen. Im Jahr 1900 hatten um Rolleston noch 100 Aborigines überlebt. Zu ihrem Schutz wurde die Barambah Aboriginal Reserve gegründet, in der sich im Jahr 1924 nur noch wenige Familien befanden.
Der erste Europäer, der im Gebiet von Rolleston ein Lager aufschlug, war Ludwig Leichhardt. Auf seiner ersten Australienexpedition im Jahr 1844 feierte er an den Ufern der Brown Lagoon mit gedämpften Kakadus und Pudding Weihnachten. Diese Feier fand allerdings erst am 25. Dezember statt, weil am 24. Dezember ein heftiges Unwetter tobte.

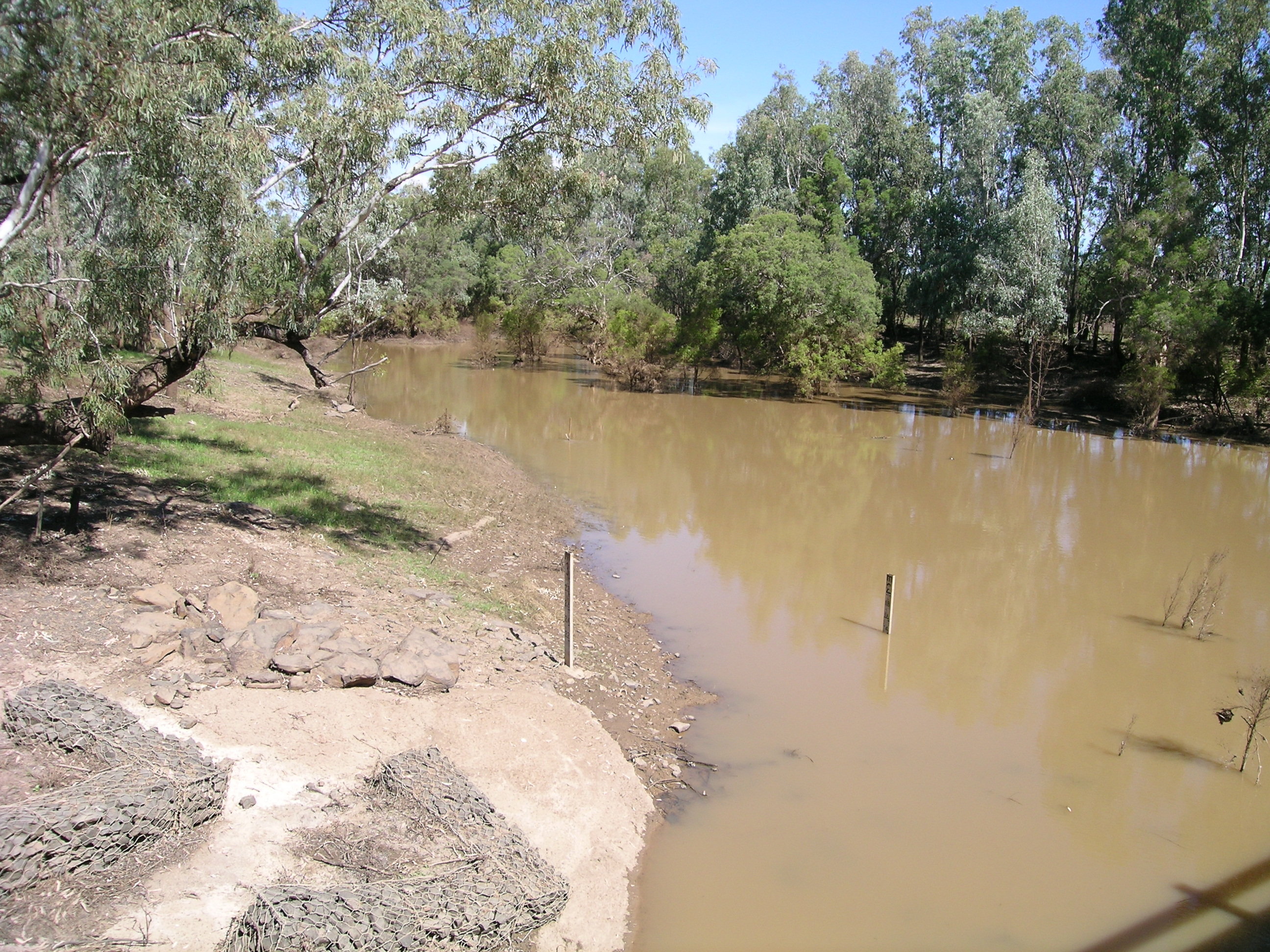
Der Comet River bei Rolleston

Den Fluss, der am Ort vorbeiführt, nannte Leichhardt Comet Creek (heute Comet River), weil zur damaligen Zeit ein Komet über Australien erschien. 1862 wurde ein Hotel für Durchreisende an der Furt des Brown River gebaut. 1865 begann der Aufbau von Brown Town, die später nach Christopher Rolleston umbenannt wurde, einem hohen britischen Kolonialbeamten. In den frühen Jahren der Stadt machten die Bushranger Patrick (1863–1903) und James Kenniff (1869?–1940) das Gebiet von Rolleston unsicher.
Gegen Ende des 19. Jahrhunderts war das Land um die Kleinstadt landwirtschaftlich erschlossen. Die Kirche im Ort wurde 1934 gebaut. Die lokalen Bäume aus Hartholz auf dem restlichen Land konnten nicht mit herkömmlichen Sägewerkzeugen gefällt werden und wurden erst in den späten 1940er Jahren durch Bulldozer gerodet. 1971 wurde Rolleston elektrifiziert. 1991 wurde ein Swimmingpool und später eine Landebahn für Flugzeuge sowie ein Sportfeld und Tennisplatz gebaut.

## Wirtschaft
Etwa 16 Kilometer von Rolleston entfernt befindet sich der Rolleston-Kohlebergbau. Dieser Tagebau, der im Bowenbecken liegt, wird von Xstrata Coal Queensland Pty Ltd, (Aktienanteil: 75 %), Sumisho Coal Australia Pty Ltd und IRCA Rolleston (Aktienanteile: beide je 12,5 %) betrieben. Der Kohleabbau wurde im September 2005 begonnen, und es wird angenommen, dass das Vorkommen 20 Jahre lang abgebaut werden kann. Gerechnet wird mit einem jährlichen Abbau von 20 Millionen Tonnen Kohle.
Der Ort dient Touristen als Ausgangspunkt zur Besichtigung des Carnarvon-Nationalparks, insbesondere der Carnarvon-Schlucht.